# Wildwasserrennsport-Weltmeisterschaften 2013
Die Kanuwildwassersprint-Weltmeisterschaften 2013 fanden vom 14. bis 16. Juni 2013 in Solkan, Slowenien, statt. Es waren die zweiten reinen Sprint-Weltmeisterschaften im Wildwasserrennsport.
Insgesamt wurden neun Wettbewerbe ausgetragen, bei den Männern jeweils eine Einzel- und eine Mannschaftsentscheidung im Einer-Kajak (K1), Einer-Canadier (C1) und Zweier-Canadier (C2) und bei den Frauen eine Einzel- und Mannschaftsentscheidung im Einer-Kajak und eine Einzelentscheidung im Einer-Canadier.

## Ergebnisse

### Männer

#### Kajak
| Wettbewerb | Gold                                              | Zeit  | Silber                                                | Zeit  | Bronze                                         | Zeit  |
| K-1        | Maxime Richard                                    | 61,50 | Nejc Žnidarčič                                        | 62,10 | Richard Hala                                   | 62,26 |
| K-1 Team   | TschechienTomáš Slovák Richard Hala Karel Slepica | 64,80 | FrankreichTheo Devard Quentin Bonnetain Faure Clement | 65,06 | SlowenienVid Debeljak Tim Kolar Nejc Žnidarčič | 65,51 |

#### Canadier
| Wettbewerb | Gold | Zeit  | Silber                                                                              | Zeit  | Bronze                                                                                    | Zeit  |
| C-1        | Normen Weber                                                                                              | 68,05 | Guillaume Alzingre                                                                  | 68,66 | Blaz Cof                                                                                  | 69,04 |
| C-1 Team   | FrankreichGuillaume Alzingre Tanguy Marquer Stéphane Santamaria                                           | 72,02 | TschechienOndřej Rolenc Lukas Novosad Antonin Hales                                 | 72,61 | DeutschlandNormen Weber Tim Heilinger Dominik Pesch                                       | 72,84 |
| C-2        | SlowenienLuka Božič Saso Taljat                                                                           | 67,21 | SlowenienBlaz Cof Simon Hočevar                                                     | 67,77 | TschechienJan Šťastný Ondřej Rolenc                                                       | 67,79 |
| C-2 Team   | FrankreichGuillaume Alzingre Yann Claudepierre Damien Guyonnet Gaetan Guyonnet Frederic LeClerc Remi Pete | 69,94 | SlowenienPeter Znidarsic Luka Zganjar Blaz Cof Simon Hočevar Luka Božič Saso Taljat | 70,26 | TschechienJan Šťastný Ondřej Rolenc Michal Sramek Lukas Tomek Roman Mornstejn Petr Veselý | 71,22 |

### Frauen

#### Kajak
| Wettbewerb | Gold                                                  | Zeit  | Silber                                              | Zeit  | Bronze                                                      | Zeit  |
| K-1        | Hannah Brown                                          | 68,13 | Melanie Mathys                                      | 68,95 | Sixtine Malaterre                                           | 69,08 |
| K-1 Team   | FrankreichClaire Bren Sixtine Malaterre Manon Hostens | 70,54 | DeutschlandManuela Stöberl Birgit Bach Sabine Füßer | 71,62 | ItalienAndrea Merola Costanza Bonaccorsi Cristina Favaretto | 72,39 |

#### Canadier
| Wettbewerb | Gold               | Zeit  | Silber        | Zeit  | Bronze              | Zeit  |
| C-1        | Marjolaine Hecquet | 76,77 | Jule Paoletti | 80,22 | Sabine Eichenberger | 80,47 |

## Medaillenspiegel
| Platz | Nation                 | Gold | Silber | Bronze | Summe |
| 1     | Frankreich             | 4    | 3      | 1      | 8     |
| 2     | Slowenien              | 1    | 3      | 2      | 6     |
| 3     | Tschechien             | 1    | 1      | 3      | 5     |
| 4     | Deutschland            | 1    | 1      | 1      | 3     |
| 5     | Belgien                | 1    | -      | -      | 1     |
|       | Vereinigtes Königreich | 1    | -      | -      | 1     |
| 7     | Schweiz                | -    | 1      | 1      | 2     |
| 8     | Italien                | -    | -      | 1      | 1     |
|       | Gesamt                 | 9    | 9      | 9      | 27    |